# Seversky Aircraft Company
La Seversky Aircraft Company era un'azienda aeronautica statunitense fondata nel 1931. La sua produzione riguardava aerei da caccia utilizzati nella USAF durante la seconda guerra mondiale.

## Storia
La Seversky Aircraft Company venne fondata nel 1931 da Alexander de Seversky, un espatriato russo pilota veterano della prima guerra mondiale durante la quale perse una gamba. Originariamente molti dei progettisti della Seversky Aircraft erano profughi di nazionalità russa che Servinsky aiutava a fuggire le purghe staliniane, tra i quali vi erano Michael Gregor e Alexander Kartveli, i progettisti dei più famosi aerei della futura Republic Aviation.
Dopo diversi fallimenti, la Seversky Aircraft riuscì a vincere un bando per la progettazione di un nuovo caccia Army Air Corps, ed ottenne il primo contratto militare nel 1936 per la produzione del suo Seversky P-35. Il P-35 divenne famoso il 7 dicembre 1941 quando ingaggiò per la prima volta gli aerei giapponesi durante l'attacco su Pearl Harbor.
Nel 1939 partecipa nuovamente ad un concorso per un caccia presentando il progetto notevolmente migliorato del AP-4. Il contratto venne vinto dalla Curtiss-Wright Corporation con il proprio progetto, il P-40, però pur risultando perdente, la commissione esaminatrice rimase comunque impressionata molto favorevolmente dal progetto presentato dalla Seversky, tanto che l'aviazione statunitense ordinò ulteriori 13 esemplari per studiarne il comportamento a media e ad alta quota.
Nell'aprile 1939 la Seversky Aircraft Corporation aveva perso $ 550 000 così Seversky venne estromesso dalla società che aveva fondato. Il consiglio d'amministrazione nominò al suo posto Wallice Kellet alla presidenza e nel settembre 1939 la società venne riorganizzata prendendo il nome di Republic Aviation Corporation. Seversky continuò a combattere per la sua società fino a quando, nel settembre del 1942, fu raggiunto un accordo.

## Velivoli prodotti
- Seversky SEV-3 - aereo anfibio
- Seversky SEV-3XAR - derivato dal SEV-3 ma con carrello fisso
- Seversky BT-8 - aereo da addestramento (prototipo)
- Seversky SEV-1XP - aereo da caccia (prototipo)
- Seversky P-35 - aereo da caccia
- Seversky XP-41 - aereo da caccia (prototipo)
- Seversky AP-4 - aereo da caccia (prototipo)